# Johann Halbig

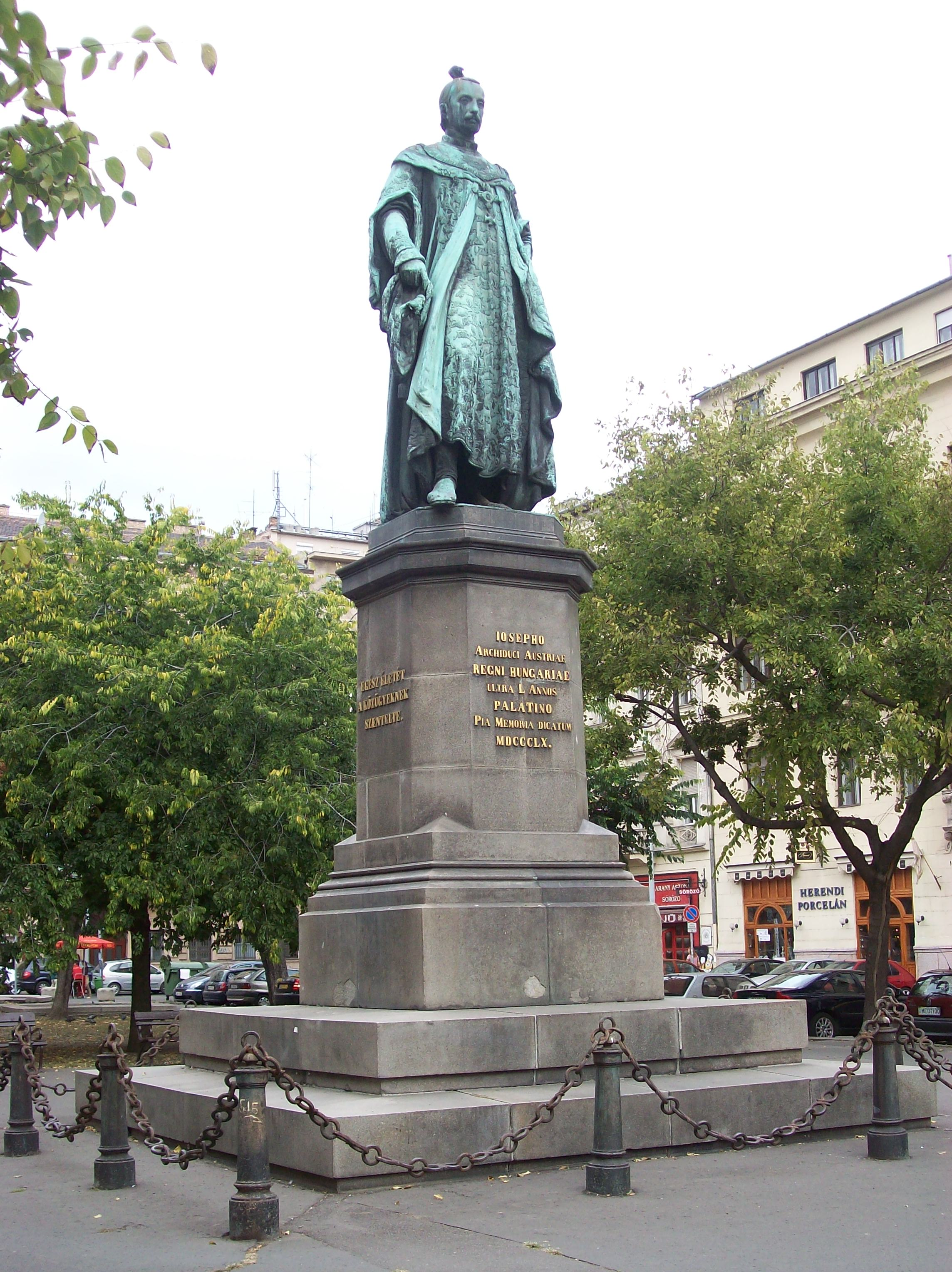
József nádor szobra, Johann von Halbig alkotása (1869)

Johann von Halbig (Donnersdorf, 1814. július 13. – München, 1882. augusztus 29.) német szobrász. Az ő alkotása  József nádor szobra, amely Budapesten a József nádor téren áll.

## Életpályája
Münchenben tanult, ahol 1845-ben a szobrászat tanára lett a politechnikumon. 

## Főbb művei
- oroszlánok a müncheni képtár (Alte Pinakothek) épületén;
- Róma és Minerva szobrai a müncheni Hofgartenben;
- festők szobormintái a szentpétervári múzeum számára;
- az óriási oroszlán négyesfogat a müncheni diadalkapun;
- két nagy oroszlán és egy dombormű a wittelsbachi palota számára; 18 szobor mintái a kelheimi szabadságcsarnokon;
- II. Miksa bajor király szobra Lindauban;
- August von Platen-Hallermünde szobra Ansbachban;
- Joseph von Fraunhofer szobra Münchenben; emancipáció-csoport New Yorkban;
- József nádor szobra Budapesten a József nádor téren (1869);
- egy nagy márványfeszület, melyet II. Lajos bajor király rendelt meg Oberammergau számára; a Fürdő nők; Párducon ülő leány.